# 7363 Esquibel
7363 Esquibel è un asteroide della fascia principale. Scoperto nel 1996, presenta un'orbita caratterizzata da un semiasse maggiore pari a 2,7571257 UA e da un'eccentricità di 0,1209431, inclinata di 8,93447° rispetto all'eclittica.